# Juan Carlos Cisneros (Fußballspieler)
Juan Carlos Cisneros (* 18. Mai 1977 in Buenos Aires) ist ein ehemaliger argentinischer Fußballspieler auf der Position des Mittelfeldspielers.

## Karriere
Juan Carlos Cisneros begann seine Karriere 1997 bei Deportivo Español und beendete seine Karriere 2008 bei Argentino de Rosario, kehrte jedoch 2012 bis 2013 für Atlético Concepción auf den Platz zurück. In seiner Laufbahn lief er für Vereine in seinem Heimatland auf, aber auch in Chile für CSD Colo-Colo, in Paraguay für Guaraní und in Bolivien für Jorge Wilstermann.